# Ahdil
Ahdil (en àrab أهديل, Ahdīl; en amazic ⴰⵀⴷⵉⵍ) és una comuna rural de la província de Chichaoua, a la regió de Marràqueix-Safi, al Marroc. Segons el cens de 2014 tenia una població total de 11.438 persones.